# Veni, vidi, vici
Veni, vidi, vici (с лат. — «Пришёл, увидел, победил») — крылатое латинское выражение, слова, которыми, как сообщает Плутарх в своих «Изречениях царей и полководцев», Гай Юлий Цезарь в августе 47 года до н. э. уведомил своего друга Гая Мация в Риме о победе, быстро одержанной им при Зеле над Фарнаком, сыном Митридата Понтийского.
По сообщению Светония, эту фразу несли перед Цезарем во время его понтийского (третьего из пяти) триумфа в Риме. Этим  Гай Юлий Цезарь отмечал не события войны, как обычно, а быстроту её завершения.
Выражение употребляется в современном языке, обозначая быстро достигнутые успехи или ловко и скоро завершённые дела.